# Justicia cochinchinensis
Justicia cochinchinensis är en akantusväxtart som beskrevs av Raymond Benoist. Justicia cochinchinensis ingår i släktet Justicia och familjen akantusväxter. Inga underarter finns listade i Catalogue of Life.